# The Mars Volta
Марс волта (енгл. The Mars Volta) je америчка музичка група коју су 2001. године основали Седрик Бикслер-Завала и Омар Родригез-Лопез. Њихова музика се може описати као прогресивни рок са елементима панка, џеза, психоделичног рока и традиционалне латинско-америчке музике. Група експериментише и са звуковима амбијенталне музике и позната је по својим енергичним и импровизованим концертима као и по концептуалним албумима.

## Историја
Певач и гитариста бенда At the Drive-In, Седрик Бикслер-Завала и Омар Родригез-Лопез су средином 1990-их основали даб састав De Facto. Члан је био и Џереми Мајкл Ворд, стручњак звучних ефеката. Експреиментисали су са електронском, латинско-америчком и џезом и пронашли посебан звук. Наступали су по локалним местима у родном граду Ел Пасо у Тексасу и затим издали албум „How do you dub? You Fight for Dub. You plug Dub in“. Године 2000. преселили су се у Лонг бич у Калифорнију и тада је бенду приступио Исаија „Ајки“ Овенс. Наредне године издају свој други албум „Megaton Shotblast“.
У међувремену се распада At the Drive-In и De Facto наставља са својим експериментисањем заједно с новим чланом - басистом Ева Гарднер. Музика се до тада прилично променила па је одлучено да се оснује нови бенд који има садашњи назив, The Mars Volta. Према њима, бенд ће развијати креативну визију коју је имао At the Drive-In, али која се није могла реализовати због унутрашње несагласности. Почетком 2002. излази ЕП Tremulant EP, који садржи три песме: „Cut that City“, „Concertina“ и „Eunuch Provocateur“.
Први албум издат је 2003. под називом „De-Loused in the Comatorium“. Басиста на албуму је био „Фли“ а гитариста Џон Фрушанте, обојица из Ред хот чили пеперса. Бенд убрзо креће на турнеју, на којој Џереми Ворд умире од превелике дозе хероина. Овај догађај снажно утиче на Бикслер-Завалу и Родригез-Лопеза тако да они престају са конзумирањем тешких дрога. Први сингл са албума је касније посвећен Ворду, а албум је продат у 500.000 примерака.
Следећи албум је пуштен 2005. под називом „Frances the Mute“. Хуан Алдерете постаје стални басиста а придружио се и брат Родригез-Лопеза, Марсел. Овај албум је од прогресивн и амбијенталан са џез фузијом, за разлику од првог албума који је више пост-хард кор.
Наредне године излази трећи албум „Amputechture“ који је попраћен интензивном турнејом по Европи и САД-у. На наступима бенд изводи нове песме које ће се касније појавити на четвртом албуму „The Bedlam in Goliath“, који је изашао у јануару 2008. Тај албум је знатно агресивнијег звука са елементима функа, што највише долази до изражаја у песми „Goliath“.

## Чланови

### Тренутни чланови
- Омар Родригез-Лопез - гитара, синтисајзер, продукција (од 2001)
- Седрик Бикслер-Завала - вокал (од 2001)
- Џон Теодор - бубањ (од 2001)
- Исаија „Ајки“ Овенс - клавијатуре (од 2001)
- Марсел Родригез-Лопез - удараљке, синтисајзер (од 2002)
- Хуан Алдерете де ла Пења - бас-гитара (од 2003)
- Адријан Теразас-Гонзалес - фрула, саксофон, бас-кларинет (од 2005)
- Пабло Хинохос - гитара, манипулација звука (на концертима 2003-2004, стални члан од 2005)
- Џон Фрушанте - гитара (од 2002, студијски помоћник)[2]

### Бивши чланови

#### Манипулација звука
- Џереми Мајкл Ворд (2001-2003) (†)

#### Бас гитаристи
- Ева Гарднер (2001-2002)
- Ралф Џасо (2002)
- Мајкл Балзари (2003. и на снимању Frances the Mute 2005)
- Џејсон Ладер (2003)

#### Бубњари
- Блејк Флеминг (2001)
- Еван Ендрус (2001)

#### Клавијатуре
- Линда Гуд (2002)

## Дискографија

### Студијски албуми
- De-Loused in the Comatorium (2003)
- Frances the Mute (2005)
- Amputechture (2006)
- The Bedlam in Goliath (2008)
- Octahedron (2009)
- Noctourniquet (2012)
- The Mars Volta (2022)
- Que Dios Te Maldiga Mi Corazón (2023)
- Lucro Sucio; Los Ojos del Vacío (2025)

### ЕП-ови
- Tremulant EP (2002)

### Албуми уживо
- Live EP (2003)
- Scabdates (2005)

### Компилације
- A Missing Chromosome (2005)

### Синглови
- Inertiatic ESP - 2003, са албума De-Loused in the Comatorium
- Televators - 2004, са De-Loused in the Comatorium
- The Widow - 2005, са Frances the Mute
- L'Via L'Viaquez - 2005, са Frances the Mute
- Viscera Eyes - 2006, са Amputechture
- Wax Simulacra - 2007, са The Bedlam in Goliath
- Goliath (УСБ сингл) - 2008, са The Bedlam in Goliath

### Спотови
- Son Et Lumiere/Inertiatic ESP (2003)
- Televators (2004)
- The Widow (2005)
- L'Via L'Viaquez (2005)
- Wax Simulacra (2007)
- Aberinkula (2007)
- Goliath (2007)
- Askepios (2007)
- Ilyena (2008)